# Stazione di Évora
La stazione di Évora (in portoghese Estação de Évora) è la principale stazione ferroviaria di Évora, Portogallo.